# Барчишин Григорій Григорович
Григорій Григорович Барчишин (нар. 3 квітня 1986 — пом. 21 травня 2023) — український футболіст, що виступав на позиції захисника. Військовослужбовець.

## Біографія
Вихованець львівських «Карпат».
Виступав за «Галичину-Карпати» (Львів), «Карпати-2» (Львів), «Оболонь-2» (Київ), «Грань» (Бузова), СК «Чайка» (Петропавлівська Борщагівка), «Самбір» «Синьковичі» та «Карпати-Кам'янка» (Кам'янка-Бузька).

## Родина
Одружений, має сина.

## Служба в ЗСУ
Після початку повномасштабного вторгнення в Україну вступив до територіальної оборони Києва. Пізніше приєднався до лав ЗСУ.
21 травня 2023 року загинув від артилерійського обстрілу в зоні бойових дій.